# Арґус Філч
Арґус Філч (англ. Argus Filch) — персонаж книжок про Гаррі Поттера. Завгосп школи Гоґвортс, сквиб.
Філч — літній чоловік, що хворіє на ревматизм. Він сквиб (тобто людина, що народилася в сім'ї чаклунів, проте магічними здібностями не володіє). Він соромиться цього, намагається навчитися магії. 
У своїй роботі має помічницю — худу сіру кішку з очима, що світяться, Місис Норіс, яку дуже цінує.
Надто ревно виконує свої обов'язки: сумлінно споглядає за виконанням шкільних правил. Мрія Філча — карати порушників спокою у Гоґвортсі за допомогою кайданів. Він тішиться своєю владою над учнями: Місис Норіс сповіщає його про всі порушення в школі, і Філч миттєво з'являється там, щоб до смерті налякати порушника. Засмучується та обурюється, коли порушників несуворо карають.
Проте перед Арґусом завжди стоїть авторитет Албуса Дамблдора. Філч ніколи не пішов би на злочин.
Кабінет Філча — похмурий та душний. Там зберігає особисті справи кожного порушника (ім'я, порушення та покарання сумлінно заносить на папір). Фреду і Джорджу Візлі виділено тут окрему шухляду. Також у кабінеті зберігає речі, що конфіскував у учнів.